# Лич Володимир Миколайович
Володи́мир Микола́йович Ли́ч (* 1951) — український економіст, доктор економічних наук (2006), професор (2005).

## З життєпису
Народився 1951 року в селі Кухарі (Іванківський район, Київська область).
1978 року закінчив Київський університет. Від того часу працює у Київському університеті будівництва й архітектури, з 1994 року — завідувач кафедри економічної теорії. Одночасно від 1998-го — заступник директора, в 2003—2004 роках — директор Науково-дослідного економічного інституту Міністерства економіки України.
Сфера наукових досліджень: проблеми розвитку, відтворення та ефективного використання людського потенціалу.
Серед робіт:
- «Трудовий потенціал: теорія та практика відтворення», 2003
- «Актуальні питання розвитку людського потенціалу України», 2005
- «Людський капітал України: стан, проблеми, перспективи відтворення», 2009
- «Деякі проблеми становлення економіки людського капіталу», 2011
- «Сутнісна характеристика мотиваційного механізму ефективного використання людського капіталу будівельного підприємства», 2012.